# Diostrombus
Diostrombus är ett släkte av insekter. Diostrombus ingår i familjen Derbidae.

## Dottertaxa tillDiostrombus, i alfabetisk ordning[1]
- Diostrombus abdominalis
- Diostrombus adila
- Diostrombus albihumeralis
- Diostrombus alcmena
- Diostrombus annetti
- Diostrombus apicalis
- Diostrombus atricollis
- Diostrombus biclavata
- Diostrombus brunnipes
- Diostrombus carnosa
- Diostrombus cocos
- Diostrombus dedegwana
- Diostrombus demoulini
- Diostrombus dilatata
- Diostrombus djambensis
- Diostrombus elaeidis
- Diostrombus gangumis
- Diostrombus gowdeyi
- Diostrombus grahami
- Diostrombus hancocki
- Diostrombus hargreavesi
- Diostrombus hopkinsi
- Diostrombus incompleta
- Diostrombus jezeki
- Diostrombus laerta
- Diostrombus lania
- Diostrombus lineatipes
- Diostrombus lutea
- Diostrombus mayumbensis
- Diostrombus mkurangai
- Diostrombus nike
- Diostrombus nitida
- Diostrombus obscura
- Diostrombus paulomaculata
- Diostrombus pennata
- Diostrombus polita
- Diostrombus pseudohancocki
- Diostrombus rufa
- Diostrombus rutshuruensis
- Diostrombus saegeri
- Diostrombus schuilingi
- Diostrombus sibitensis
- Diostrombus striaticollis
- Diostrombus verschureni
- Diostrombus whitfieldi
- Diostrombus woodi
- Diostrombus zairensis